# 1213
1213 (MCCXIII) je bilo navadno leto, ki se je po julijanskem koledarju začelo na torek.

## Dogodki

### Evropa

#### Preludij v Veliki listino svoboščin (Magna Charta)
- januar - Z nadaljevanjem pogajanj med angleškim kraljem Ivanom Brez dežele in papežem Inocencem III. je odložena načrtovana francoska invazija Filipa II. nad Anglijo. Angleški baroni so zaradi interdikta, ki se vleče že od leta ← 1208, zelo nezadovoljni z vladavino kralja Ivana. 
  - Da pa se lahko Filip II. spravi nad Anglijo, potrebuje podporo Inocenca III. To doseže s tem, da se dokončno pobota z odtujeno soprogo in kraljico Ingeborg Danska ter preko njenih sorodstvenih vezi z dansko linijo angleških kraljev, ki je vladala v 1.  polovici 11. stoletja, zahteva angleško krono.

- 15. maj - Angleški kralj Ivan Brez dežele se podredi zahtevam papeža Inocenca III. v zameno za preklic izobčenja in interdikta nad Anglijo. Pogajanja se izvršijo pod vodstvom papeškega legata Pandulfa Masce in posredništvom angleških templarjev. Sklepna bula postavi angleškega kralja Ivana v položaj papeževega vazala.
- Filip II. je z novim političnim položajem prisiljen tik pred zdajci opustiti načrt za invazijo na Anglijo. Ker mu isti čas kljubuje flandrijska grofica Ivana, ki se je mimo njegovega dovoljenja poročila s portugalskim princem Ferdinandom, usmeri invazijo nad Flandrijo.↓
- 30. maj → Bitka pri Dammeju: angleška flota (500 ladij) preseneti trikrat večjo francosko floto (1700 ladij) v pistanišču Damme. Ker je francoska posadka zadržana z obleganjem Genta, jo uspe Angležem v veliki meri uničiti.  Angleži s potopitvijo ladij zablokirajo pristanišče, zato Filip II. uniči še vso preostalo floto.
  - Priložnost v angleški zmagi vidi tudi velfovski rimsko-nemški cesar Oton Braunschweigovski, ki obnovi zavezništvo z angleškim kraljem Ivanom proti koaliciji štaufovskega cesarja Friderika II. in francoskega kralja Filipa II.. Angleški kralj Ivan začne s pripravami na invazijo na Francijo. 1214 ↔
- Valižanski kralj Gwynedda Llywelyn Veliki osvoji še preostala anglonormanska gradova na njegovem ozemlju, Deganwy in Rhuddlan, ter sklene zavezništvo s francoskim kraljem Filipom II.

#### Albižanska križarska vojna
- Aragonski kralj Peter II., ki ima nekaj fevdov onkraj Pirenejev v južni Franciji, se odloči pomagati touluškemu grofu Rajmondu VI. in s tem posredno katarskim upornikom proti križarjem, ki jih vodi anglo-francoski plemič Simon de Montfort, 5. grof Leicester.[1]

- 10. september - Aragonska armada se združi s touluško pri utrdbi Muret blizu Toulousa. Skupaj imata nad 30.000 vojakov, večinoma lahko oborožene lokalne milice z okoli 4.000 konjeniki.
- 12. september - Bitka pri Muretu: odločujoča zmaga križarjev, ki jih vodi Simon de Monfort, proti koaliciji Aragoncev in Toulužanov. Številčno razmerje je 1:10 v korist uporne koalicije, a maloštevilne križarje odlikuje udarno jedro okoli 200 vitezov. Kralj Peter Aragonski stori usodno napako, ko razjaše in se kot pešak pridruži svoji vojski.
  - V bitki ubitega aragonskega kralja Petra II. nasledi mladoletni sin Jakob I.. Dejansko prevzame nadzor nad Aragonom in mladim kraljem zmagovalec albižanske vojne Simon de Montfort. 1214 ↔

#### Ostalo po Evropi
- 18. januar - Umrlo gruzijsko kraljico Tamaro Veliko nasledi sin Jurij IV.
- april - Papež Inocenc III. pozove v buli Quia maior na novo križarsko vojno.
- 19. april - Papež Inocenc III. skliče četrti lateranski koncil. 1215 ↔
- 12. junij - Zlata bula iz Egerja: (še nekronani) rimsko-nemški cesar Friderik II. prizna papežu Inocencu III. pravico do investiranja škofov. Za protiuslugo Frideriku prizna njegovo upravičenost do prestola Svetega rimskega cesarstva.
- 28. september - Umor madžarske kraljice Gertrude Andeške. Medtem ko se je njen soprog, kralj Andrej II. vojskoval v Galiciji, je kraljica v vlogi regentinje razdelila skoraj tretjino Ogrske med svoje sorodnike in pristaše. Staro plemstvo se je zarotilo proti njej in jo umorilo. Kralj Andrej II. storilcev ni kaznoval.
- 10. oktober - Umrlega vojvodo Zgornje Lorene Friderika II. Lotarinškega nasledi sin Teobald I.
- Začetek delovanja Medicinske fakultete na Univerzi v Bologni.

### Azija
- Džingiskan nadaljuje z vojno proti cesarstvu Jin, ki je v defenzivi. 1214 ↔
  - Cesarstvo Jin: medtem ko Mongoli oblegajo Peking, džurčenskega cesarja Weishaowanga spodnese ob podpori dvorjanov njegov maršal Xuanzong.
- Osrednja Azija: umrlega nominalnega karakitanskega kana Gur-kana nasledi najmanski vojskovodja Kučluk, ki pa se poskuša osvoboditi tributarne podrejenosti izpod Horezmijcev.

### Afrika
- 25. december - Umrlega almohadskega kalifa Muhamada al-Nasirja nasledi Jusuf II.. Ob prevzemu oblasti mora zatreti serijo uporov, ki so sledili po porazu almohadske vojske proti kristjanom prejšnje← leto.

## Rojstva
- 9. marec - Hugo IV., burgundski vojvoda († 1272)

Neznan datum
- Al-Aziz Muhamed, emir Alepa iz dinastije Ajubidov († 1236)
- Al-Mustasim, zadnji abasidski kalif († 1258)
- Andrea di Ricco, florentinski slikar († 1294)
- Fahr ad-Din Iraki, perzijski sufi, pesnik, filozof († 1289)
- Hetum I. Kilikijski, armenski kralj († 1270)
- Ibn Al-Nafis, arabski zdravnik, anatom († 1288)
- Ivan I., brandenburški mejni grof († 1266)
- Lanxi Daolong, kitajski zen budistični filozof, kaligraf († 1278)

## Smrti
- 18. januar - Tamara Velika, gruzijska kraljica (* 1160)
- 12. april - Gvido Thouarški, vikont Thouarsa, regent Bretanije
- 24. maj - Dagmar Češka, danska kraljica žena (* 1186)
  - Jošimori Vada, japonski dvornik (* 1147)
- 12. september - Peter II., aragonski kralj (* 1174)
- 28. september - Gertruda Andeška, nominalna vojvodinja Meranije, kraljica Ogrske (* 1185)
- 10. oktober - Friderik II. Lotarinški, vojvoda Zgornje Lorene
- 13. december - Vilijem Winchesterski, nemški saksonski princ, baron Lüneburga (* 1184)
- 17. december - Janez de Matha, francoski duhovnik, ustanovitelj reda trinitarijancev (* 1160)
- 25. december - Muhamad al-Nasir, almohadski kalif

Neznan datum
- Gur-kan, kan Karakitanskega kanata
- Šaraf al-Din al-Tusi, perzijski matematik, astronom